# Eier als Grabbeigabe

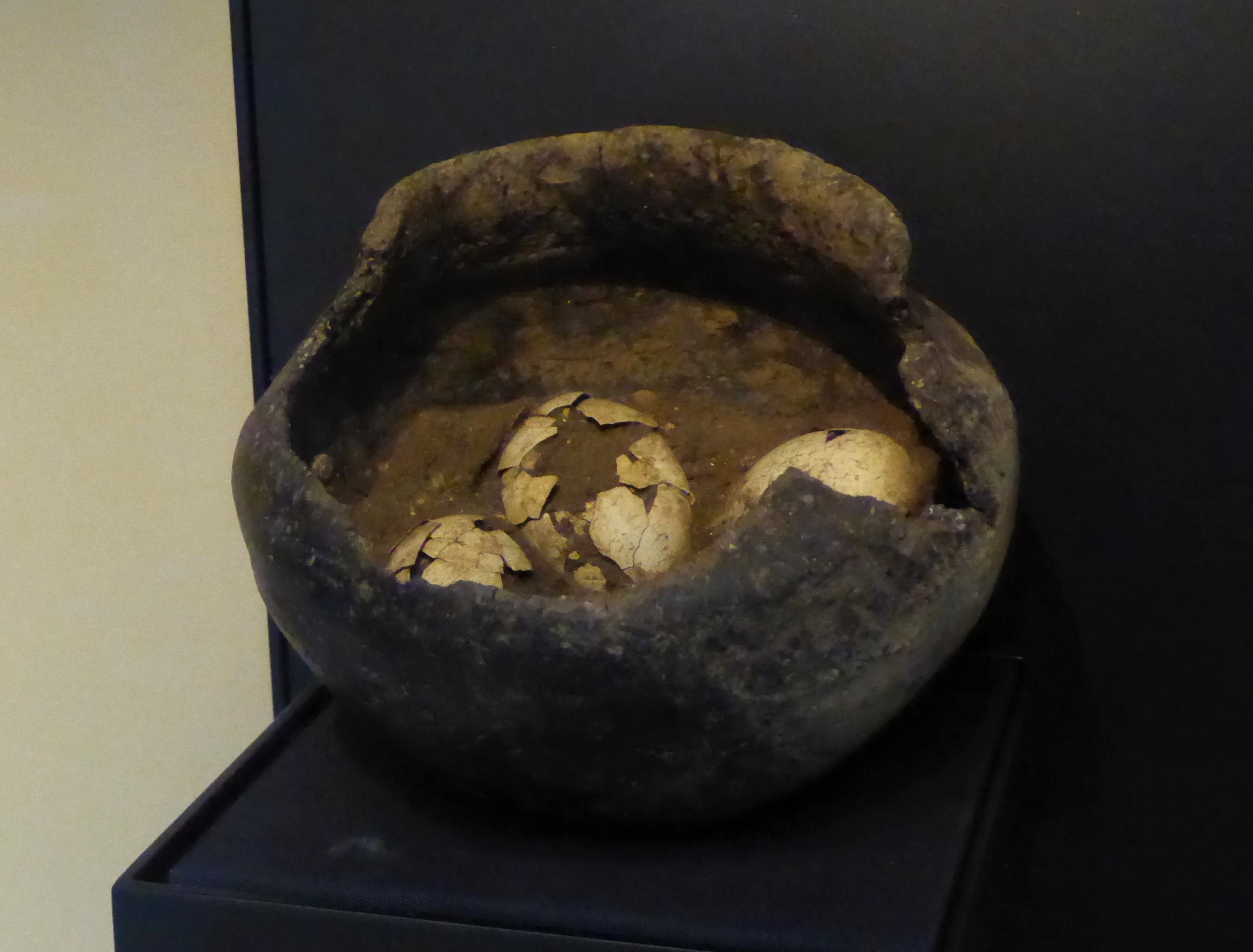
Eier aus Grab 121 des Angelsächsischen Gräberfeldes von Great Chesterford im Britischen Museum.

Eier als Grabbeigaben sind aus unterschiedlichen Kulturen bekannt. Es werden sowohl echte Eier wie auch künstliche aus unterschiedlichen Materialien mitgegeben.

## Ausgewählte Funde
In apulischen Gräbern (so in Alezio, Mesagne und Oria) aus dem 5. Jahrhundert v. Chr. wurden Hühnereier oder Eier aus Ton gefunden. In der angrenzenden griechischen Kolonie Metapont waren es Bronze-Eier, die sich in der Mitte aufklappen lassen. Auch in etruskischen römischen, römisch-germanischen, keltischen, slawischen und ostmediterranen Gräbern wurden bunte Hühner- und Gänseeier gefunden.
Aus dem römischen Rheinland sind mehrere Gräber mit Eierbeigaben bekannt. In den städtischen Nekropolen der CCAA fanden sich Hühnereier in Zusammenhang mit dem Essgeschirr, sie gehören demnach zu den Speisebeigaben. Ein besonderer Fund sind bemalte Gänseeier aus dem in die erste Hälfte des 4. Jahrhunderts datierenden Grab 11 von Hürth-Hermülheim, einer Nekropole mit über 40 Bestattungen. Da eines dieser Eier bei Trinkgefäßen lag, war es wahrscheinlich ebenfalls zum Verzehr bestimmt. Das andere Gänseei fand sich bei Parfumflaschen und war vielleicht zur Herstellung von Kosmetik gedacht. Zu den weiteren Beigaben des reichen Grabes 11, der Bestattung einer 40–50 Jahre alten Frau, gehören Gefäße aus Keramik und Glas, mindestens eine Münze, Beinnadeln und ein Spinnrocken aus Elfenbein.  Weitere bemalte Gänseeier stammen aus einem römischen Sarkophag des 4. Jahrhunderts aus Worms.
Die Eierbeigaben im karolingischen Reihengräberfeld von Grafendobrach (Kulmbach, in Oberfranken) aus dem 9. und 10. Jahrhundert lagen ausschließlich in Kindergräbern. Im awarischen Gräberfeld von Alattyán (708 Gräber; 27 bei Frauen, 13 bei Kindern, 8 bei Männern, 10 unbestimmbar) ist dies nicht der Fall.

## Kulturgeschichtliche Hintergründe
Eierbeigaben in Gräbern kann keine einheitliche Bedeutung beigemessen werden, da sie aus unterschiedlichen Kulturkreisen stammen und mit Eiern auch innerhalb einer Kultur unterschiedliche Assoziationen verbunden sein können.
Ein Beispiel für einen offenbar mythologischen Hintergrund ist ein kleines Steinei aus einem metapontinischen Grab, aus dem eine winzige Frau herausschaut: Helena. Die Tochter des Zeus in Schwanengestalt schlüpfte aus einem Ei. Je nach Mythosvariante war Leda, die Zeus in Gestalt eines Schwans verführte, oder Nemesis, die Schicksalsgöttin, ihre Mutter. Diese Darstellung ist auf rotfigurigen apulischen Vasen des 4. Jahrhunderts v. Chr. zu finden. Das Ei war zu dieser Zeit bei den alten Griechen nicht nur ein Fruchtbarkeitssymbol und Zeichen des Lebens, sondern auch ein Symbol der Auferstehung und somit auch des Todes, der vorausgehen musste.
Das Ei gilt heute noch in der Ostkirche als Symbol der Auferstehung.